# San José del Barro
San José del Barro är en ort i Mexiko.   Den ligger i kommunen Soledad de Graciano Sánchez och delstaten San Luis Potosí, i den centrala delen av landet, 400 km nordväst om huvudstaden Mexico City. San José del Barro ligger 1 850 meter över havet och antalet invånare är 370.
Terrängen runt San José del Barro är en högslätt. Runt San José del Barro är det tätbefolkat, med 591 invånare per kvadratkilometer. Närmaste större samhälle är San Luis Potosí, 7,2 km söder om San José del Barro. Runt San José del Barro är det i huvudsak tätbebyggt.